# Otlophorus congruens
Otlophorus congruens är en stekelart som först beskrevs av Holmgren 1858.  Otlophorus congruens ingår i släktet Otlophorus och familjen brokparasitsteklar. Arten är reproducerande i Sverige. Inga underarter finns listade i Catalogue of Life.